# Bulvár Strip
Bulvár Strip (v anglickém originále The Strip) je americký akční televizní seriál, jehož autory jsou Alfred Gough a Miles Millar. Premiérově byl vysílán v letech 1999–2000 na stanici UPN. Celkově bylo natočeno 10 dílů, po první řadě byl z důvodu nízké sledovanosti zrušen.

## Příběh
Bývalí detektivové metropolitní policie v Las Vegas Elvis Ford a Jesse Weir se stanou soukromými bezpečnostními konzultanty Camerona Greena, majitele luxusního hotelu Caesars Palace na lasvegaském bulváru The Strip. Mají za úkol chránit Greena a jeho rodinu, a také jeho podnikatelské zájmy.

## Obsazení
- Sean Patrick Flanery jako Elvis Ford
- Guy Torry jako Jesse Weir
- Joe Viterelli jako Cameron Green

## Vysílání
| Řada | Díly | Premiéra v USA | Premiéra v USA   | Premiéra v ČR   | Premiéra v ČR  |
| Řada | Díly | První díl      | Poslední díl     | První díl       | Poslední díl   |
| ---- | ---- | -------------- | ---------------- | --------------- | -------------- |
| 1    | 10   | 12. října 1999 | 7. července 2000 | 15. května 2001 | 20. ledna 2002 |